# Michael Bohn
Michael Bohn (* 7. März 1988 in Atlanta, Georgia) ist ein US-amerikanischer Rockmusiker.

## Karriere
Bohn war zwischen 2009 und 2012 Sänger der Post-Hardcore-Band Woe, Is Me, mit der er das Debütalbum Number[s] veröffentlichte. Aufgrund personeller, musikalischer und geschäftlicher Differenzen stieg er im Jahr 2012 aus der Band aus. Gemeinsam mit den ehemaligen Woe,-Is-Me-Mitmusikern Tyler Carter und den Brüdern Ben und Cory Ferris gründete er die Band Issues. Mit dieser nahm er eine EP und zwei Studioalben auf. Anfang Januar 2018 gab die Band den Ausstieg Bohns bekannt, den er selbst widersprach. Er erklärte, dass nicht er den Ausstieg geplant habe, sondern die übrigen Musiker die Band ohne ihn weiterführen wolle. Bohn kündigte an, mit dem ehemaligen Woe,-Is-Me-Musiker Kevin Hanson ein neues Musikprojekt starten zu wollen.

## Diskografie

### Mit Woe, Is Me
- 2010: Number[s] (Album, Velocity Records)

### Mit Issues
- 2012: Black Diamonds (EP, Rise Records, Neuauflage 2014 als Diamond Dreams)
- 2014: Issues (Album, Rise Records)
- 2016: Headspace (Album, Rise Records)